# Township (África do Sul)

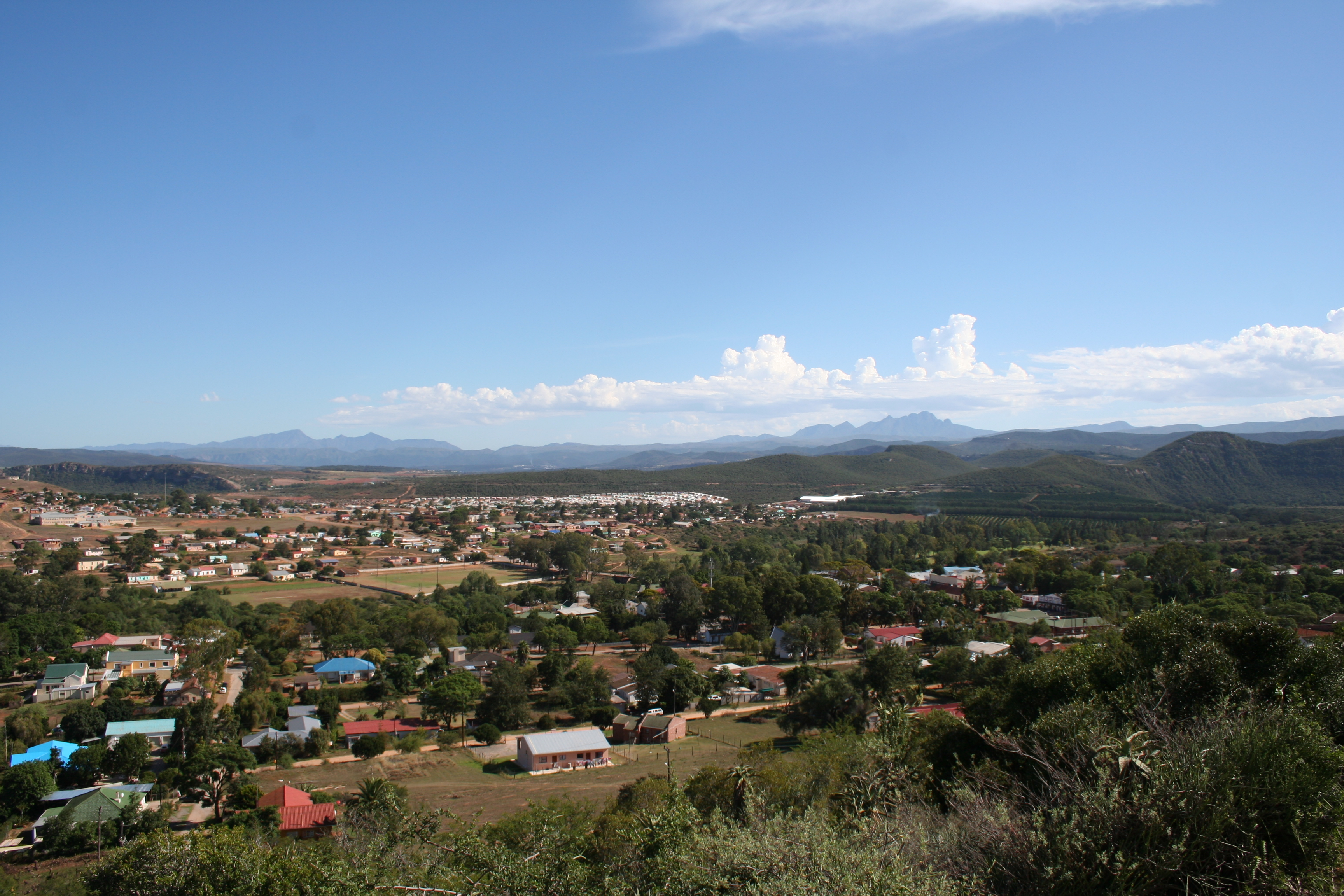
A cidade de Hankey (primeiro plano), e township (plano de fundo) na orla da cidade.

Na África do Sul, o termo township (numa tradução livre: "subúrbio favelizado") geralmente refere-se a áreas urbanas habitadas, muitas vezes subdesenvolvidas que, sob o apartheid, estavam reservadas aos negros, mulatos, e indianos. Os townships eram habitualmente construídos na periferia de vilas e cidades.